# Anyphops fitzsimonsi
Anyphops fitzsimonsi là một loài nhện trong họ Selenopidae.
Loài này thuộc chi Anyphops. Anyphops fitzsimonsi được George Newbold Lawrence miêu tả năm 1940.